# بنجامين براتون
بنجامين براتون (بالإنجليزية: Benjamin Bratton)‏ هو مبارز بالسيف أمريكي، ولد في 18 يونيو 1985 في نيويورك في الولايات المتحدة.

## وصلات خارجية
- بنجامين براتون على موقع الاتحاد الدولي للمبارزة (الإنجليزية)